# Sauris wanda
Sauris wanda là một loài bướm đêm trong họ Geometridae.